# Lampadena yaquinae
Lampadena yaquinae és una espècie de peix marí de la família dels mictòfids i de l'ordre dels mictofiformes.
Els adults poden assolir 13 cm de longitud total. És un peix marí i d'aigües profundes que viu entre 100-900 m de fondària al Pacífic nord.